# 鄭道昭
鄭 道昭（てい どうしょう、? - 516年）は、中国の南北朝時代の北魏の官吏・書家。字は僖伯（きはく）、号は中岳先生。本貫は滎陽郡開封県。
六朝楷書の名手であり、鄭文公碑の作者として有名。無署名が普通であり、署名されていても無名の人物ばかりの南北朝時代の書家の中で、確実に名と伝が残されている数少ない書家である。

## 生涯
鄭道昭は父の鄭羲が治めていた滎陽郡開封県出身で、2人兄弟の次男であったという。滎陽鄭氏は北魏の貴族であり、鄭羲が実際に正史『魏書』『北史』に「鄭羲列伝」として列伝が立てられているため、相当な名門の出であったことがうかがえる。
子供の頃から大変な勉強家であり、読書家で詩を愛したという。長じて朝廷に仕え、中書学に任じられた。その後秘書郎となり、進んで秘書丞と中書侍郎を兼任した。この時、沔漢（べんかん）征伐に参加し、その陣中の酒宴で孝文帝と詩の掛け合いを見事に演じてその秀才振りを見せつけた。
その後直散騎常侍、国子祭酒に累進。この頃、後漢の「熹平石経」や三国魏の「三体石経」の毀損を憂えるなど、学府や儒学に関する奏上を何度か行ったが聞き届けられず、そのまま秘書監・司州大中正を経て地方官となる。
以後、使持節・都督光州諸軍事・光州刺史、青州刺史を歴任。最後は秘書監に復職し、熙平元年（516年）死去。享年は不明。死後、鎮北将軍・相州刺史を追贈され、文恭と諡が贈られた。

## 書歴
鄭道昭の書歴について、作品が集中する最晩年の光州刺史時代、永平4年（511年）前後を除く時期のことは全く分かっていない。
光州刺史時代、鄭道昭は領内を視察し、その土地土地の山に自ら登っては山名を「天柱山」や「雲峯山」のように神秘的な名前に名づけ直し、神仙思想色の強い碑文を大量に刻んだ。このようなことをした背景として、彼が治めていた光州周辺が神仙郷である「蓬萊」への入口であるとされ、昔から神仙思想が根づいていたことがあると考えられる。
その書風は六朝楷書独特の角ばった筆づかいの「方筆」ではなく、角を丸めて全体を柔らかく書く「円筆」の手法が入った書をものし、北碑の中でやや南朝寄りとも思える独特の雰囲気をかもし出すものである。内藤湖南は、「北朝其の當時に於ても、名人と云ふものは矢張り南方の書風を慕つた形跡が多くて、即ち有名な鄭道昭・朱義章などのやうな人は確に南方の文字を學んだと思はれるのは、阮元も言ふ如く、北朝の人は極めて拘謹で、字を書いたからと言つて、自分の署名などはせぬと云ふにも拘らず、此の二人の如きは自分の書いたものに署名をして居る。是等が即ち南朝風であつて、詰り北朝でも名人と云はれる人は南朝の字を眞似した證據と言つても宜しい」（『北派の書論』）と述べ、書風のみならず、鄭道昭が署名を残したことにも南朝書道の影響を見ている。

## 後世への影響
鄭道昭の書蹟は六朝楷書が廃れるとともに忘れられていたが、清代に北碑の出土や発見が相次ぎ、六朝楷書が考証学の世界で脚光を浴びるようになってから、その存在感を増した。
特に北朝で独自発達した「方筆」の書蹟群の中で、鄭道昭の「円筆」に極めて近い書蹟は珍しく貴重な存在であるとともに、北朝書道における南朝の影響を示唆し、南北朝時代全体を通じて全く南北間に文化交流がなかったわけではないという証左となった。
また六朝楷書の多様な書蹟とともに研究され、清代以降の書家に大きな影響を与えるとともに、明治13年（1880年）に楊守敬が北碑を日本に伝来させたことにより、日下部鳴鶴・巖谷一六・中林梧竹といった書家に強い衝撃を与え、その後の日本書道界に大きな影響を残すことになった。最近の書家では相田みつをに影響が見られる。相田の書道界デビュー作は1947年の「鄭文公碑臨書」相田の臨書（相田美術館館長の美術雑誌寄稿）である。

## 作品
鄭道昭の作品は上述したように山に登って現地で彫っているため、その作品は全て磨崖である。
最も著名なものは父の鄭羲を顕彰した2つ1組の磨崖「鄭文公碑」であり、「上碑」と「下碑」と呼ばれる碑がそれぞれ天柱山、雲峯山に彫られている。また雲峯山には集中的に十数か所も磨崖が刻まれて「雲峯諸刻」と呼ばれており、その中で代表的なものとして「登雲峯山論経書詩」（単に「論経書詩」とも）が知られている。このほかにも天柱山・太基山と光州周辺の山々に鄭道昭の磨崖が存在する。